# امیچی کولام
امیچی کولام (به لاتین: Amichchi Kulam) یک منطقهٔ مسکونی در سری‌لانکا است که در استان شمالی (سری‌لانکا) واقع شده‌است.